# 辛迪·布朗
辛西娅·路易丝·“辛迪”·布朗（英語：Cynthia Louise "Cindy" Brown，1965年3月16日—），美国女子篮球运动员。她曾获得1988年夏季奥运会女子篮球金牌。除此之外她也参加了1987年泛美运动会、1986年女子篮球世锦赛，均获得冠军。